# Aporobopyrus aduliticus
Aporobopyrus aduliticus är en kräftdjursart som beskrevs av Giuseppe Nobili 1906. Aporobopyrus aduliticus ingår i släktet Aporobopyrus och familjen Bopyridae. Inga underarter finns listade i Catalogue of Life.